# Jadongcha Sports Group
Lo Jadongcha Sports Group (o Chadongcha Sports Group, a seconda della trascrizione) è una società calcistica nordcoreana con sede nella città di Pyongyang.

## Storia
La squadra, affiliata al Ministero nordcoreano dei trasporti terrestri e marittimi, ha trionfato nella massima serie della Corea del Nord, la DPR Korea League, nell'edizione del 1989.

## Palmarès
- DPR Korea League: 1

1989